# Glidden
Glidden és una població dels Estats Units a l'estat d'Iowa. Segons el cens del 2000 tenia 1.253 habitants.

## Demografia
Segons el cens del 2000, Glidden tenia 1.253 habitants, 481 habitatges, i 303 famílies. La densitat de població era de 474,3 habitants/km².
Dels 481 habitatges en un 30,8% hi vivien nens de menys de 18 anys, en un 53,4% hi vivien parelles casades, en un 6,9% dones solteres, i en un 36,8% no eren unitats familiars. En el 32,6% dels habitatges hi vivien persones soles el 17,7% de les quals corresponia a persones de 65 anys o més que vivien soles. El nombre mitjà de persones vivint en cada habitatge era de 2,34 i el nombre mitjà de persones que vivien en cada família era de 3.
Per edats la població es repartia de la següent manera: un 23,6% tenia menys de 18 anys, un 8% entre 18 i 24, un 27,6% entre 25 i 44, un 24,5% de 45 a 60 i un 16,3% 65 anys o més.
L'edat mediana era de 40 anys. Per cada 100 dones de 18 o més anys hi havia 87,6 homes.
La renda mediana per habitatge era de 35.333 $ i la renda mediana per família de 48.026 $. Els homes tenien una renda mediana de 30.152 $ mentre que les dones 21.914 $. La renda per capita de la població era de 17.437 $. Entorn del 3,7% de les famílies i el 5,7% de la població estaven per davall del llindar de pobresa.

## Poblacions més properes
El següent diagrama mostra les poblacions més properes.